# خورزوق (برخوار)
خورزوق (برخوار)، شهری از توابع بخش مرکزی شهرستان برخوار در استان اصفهان است. در واقع نام اصلی خورزوق با نام خورزوک (خرزوک) شناخته می‌شود که محله اسلام‌آباد خورزوک بافت تاریخی و قدیمی دارد.
این شهر در ارتفاع ۱۵۷۲ متری از سطح دریا قرار دارد که از ارتفاع اصفهان ۳ متر کمتر است.
نام خورزوق در زبان عامیانه، خورزوک گفته می‌شود.
محله‌های این شهر عبارت‌اند از: خورزوق، دلیگان، اسلام‌آباد و محله سیمرغ سفره قلمکار یکی از مهم‌ترین صنایع دستی است که در محله دلیگان درست می‌شود.
زبان خورزوقی لهجه خاص خود را دارد.